# Ханс Милих
Ханс Милих (на немски: Hans Mielich или Zentz, също Muelich, * 1516 в Мюнхен, † 10 март 1573 в Мюнхен) е германски художник от късния ренесанс, прочут преди всичко със своите портрети, миниатюри и рисунки в книги.
Повече от 30 години е художник на богатите граждани в Мюнхен. Най-прочутото му произведение е за олтара на катедралата Liebfrauenmünster на Инголщат.
Син е на градския художник от Мюнхен Волфганг Милих. Отива през 1536 г. в Регенсбург и се връща обратно в Мюнхен най-късно през 1540 г. През 1541 г. херцог Вилхелм IV от Бавария го изпраща в Рим. След това остава цял живот в родния си град. Става приятел с херцог Албрехт V, който от 1545-1546 г. му дава все повече задачи за рисуване и го прави свой дворцов художник.
През 1558 г. Ханс Милих е избран за водач на художническия съюз, в който е член от 11 юли 1543 г.
Той е вероятно баща на дворцовия художник със същото име Ханс Милих († 1613) на херцог Хайнрих XI († 3 март 1588) от Легница.

## Картини
- Разпъването (Bellas Artes Madrid)
- Сваляне от кръста (1536)
- Св. Катарина, в олтара на катедралата Инголщат (завършена 1572)
- Херцог Албрехт V от Бавария, с фамилия (1572)